# 丹尼尔·别萨拉博夫
丹尼尔·弗拉基米罗维奇·别萨拉博夫（羅馬化：Daniil Vladimirovich Bessarabov；1976年7月9日—）是俄罗斯政治人物，第七届和第八届国家杜马代表。
1999年，别萨拉博夫毕业于阿尔泰国立大学。2006年，获得法学全博士学位。1999年至2004年，他在巴尔瑙尔担任律师。2004年，他当选为俄罗斯自由民主党阿尔泰地区人民代表委员会代表。后来他加入了统一俄罗斯党。2010年9月17日，被任命为阿尔泰边疆区副行政长官。自2016年以来，他担任第七届和第八届国家杜马代表。
丹尼尔·别萨拉博夫已婚并育有两个女儿。

## 制裁
别萨拉博夫于2022年因俄乌战争而受到英国政府制裁。